# Rabarama
Rabarama ou Paola Epifani, née à Rome en 1969, est une sculptrice italienne.

## Biographie
Ses sculptures gigantesques en métal (bronze, aluminium) font généralement référence à la terre.
Ses œuvres ont des tatouages comme des puzzles sur le corps.

## Expositions
- Bernard Dreyfus, Cesare Berlingeri (en), Rabarama, Galleria d'arte 1000 bolle Arte Cpntemporanea, Amantea, janvier 2006.